# Juli 1996
Dit artikel geeft een chronologisch overzicht van alle belangrijke gebeurtenissen per dag in de maand juli van het jaar 1996.

## Gebeurtenissen

### 5 juli
- De geboorte van Dolly. Het eerst zoogdier dat met succes werd gekloond uit een volwassen cel.

### 7 juli
- Richard Krajicek verslaat MaliVai Washington in de finale van Wimbledon en wordt de eerste Nederlandse Grand Slam winnaar.

### 8 juli
- De Zwitserse Martina Hingis wordt het jongste meisje ooit dat won op het tennistoernooi van Wimbledon. Ze wint het dubbelspel bij de vrouwen op haar 15e.
- De eerste single van de Spice Girls komt uit: Wannabe.

### 15 juli
- Een Hercules C-130 stort neer op Eindhoven Airport, 34 leden van een militair orkest komen om het leven.

### 17 juli
- Een Boeing 747 van Trans World Airlines ontploft in volle vlucht boven de zee vlak bij Long Island, New York. Alle 230 passagiers komen om.

### 19 juli
- Bill Clinton opent de Olympische Spelen in Atlanta in de Verenigde Staten.

### 20 juli
- De Belgische zwemmer Frédérik Deburghgraeve wint olympisch goud op de 100 meter schoolslag. Zijn tijd van 1:00.65 blijft 0,05 sec. boven het wereldrecord van 1:00.60, dat hij in de voorronde vestigde.

### 21 juli
- Bjarne Riis wint de 83ste en in 's-Hertogenbosch gestarte editie van de Ronde van Frankrijk. De Deense wielrenner doorbreekt de hegemonie van Miguel Indurain, sinds 1991 vijf keer op rij de sterkste.

### 27 juli
- Om 01:20u vindt de Centennial Olympic Park bombing plaats tijdens de Olympische Spelen. Eén vrouw komt om het leven, 111 anderen raken gewond.
- Tijdens het Esperanto-Wereldcongres in Praag wordt het Manifest van Praag gepresenteerd. De verklaring gaat over taalrechten, behoud van taaldiversiteit en taaleducatie.

<< · januari · februari · maart · april · mei · juni · juli · augustus · september · oktober · november · december · >>